# Piotr Karpienia
Piotr Karpienia (ur. 1979 w Białymstoku) – polski piosenkarz i gitarzysta, samorządowiec. 

## Życiorys

### Kariera muzyczna
W 2003 roku został laureatem konkursu „Przebojem na Antenę”, a w 2011 roku laureatem czwartej edycji polskiej adaptacji talent show „Mam talent!” emitowanego na antenie stacji telewizyjnej TVN. 
W 2012 roku wraz z Witoldem Cisłą wydał album zatytułowany Mój świat. Nagrania ukazały się nakładem wytwórni płytowej Sony Music Entertainment.
W 2008 roku był finalistą irlandzkiego talent show „You're a Star”. 
W 2015 roku jego singiel „Partyzant” był jednym z letnich przebojów radia RMF FM. W 2017 roku z zespołem „Karoosela” wystąpił na trasie Żywiec Męskie Granie.
Oprócz tego bierze udział w kilku projektach muzycznych m.in. BOHIKA, Bang On Blues, z którymi koncertuje w kraju i za granicą.

### Kariera samorządowa
W wyborach samorządowych w 2014 z listy komitetu prezydenta Ełku Tomasza Andrukiewicza "Dobro Wspólne" uzyskał mandat radnego Rady Miasta Ełku. W wyborach w 2018 uzyskał reelekcję również z list tego komitetu. W 2021 opuścił klub "Dobra Wspólnego" przystępując do Polski 2050 Szymona Hołowni i wraz z dwoma innymi radnymi utworzył klub tej partii w Radzie Miasta. W 2022 wszczęto postępowanie wyjaśniające względem radnego Karpieni odnośnie wygaśnięcia mandatu radnego w związku z podejrzeniem utraty przez niego prawa wybieralności poprzez przeprowadzkę z Ełku na teren gminy Ełk. W grudniu 2022 ełcka rada miasta przyjęła uchwałę stwierdzającą wygaśnięcie jego mandatu, którą to zaskarżył do sądu administracyjnego. W lutym 2023 przeszedł z klubu Polski 2050 do nowo utworzonego klubu "Łączy Nas Ełk". W wyborach w 2024 nie ubiegał się o reelekcję i zakończył pełnienie funkcji radnego. 

## Dyskografia
Albumy
| Tytuł                         | Dane dot. albumu                                                | Pozycja na liście |
| Tytuł                         | Dane dot. albumu                                                | POL               |
| ----------------------------- | --------------------------------------------------------------- | ----------------- |
| Mój świat (oraz Witold Cisło) | - Data: 15 maja 2012 - Wydawca: Sony Music Entertainment Poland | 30                |

Single
| "Zagubiona" (oraz Witold Cisło)                 | 2012 | — | Mój świat |
| 5 Minut – "Spadam" (gościnnie: Piotr Karpienia) | 2013 | — | —         |
| "Partyzant"                                     | 2015 | 2 | —         |
| "—" singel nie był notowany.                    |      |   |           |

## Teledyski
| Tytuł                                  | Rok  | Reżyseria        | Album     | Źródło |
| -------------------------------------- | ---- | ---------------- | --------- | ------ |
| "W pościeli z łez" (oraz Witold Cisło) | 2012 | Jacek Kościuszko | Mój świat | [ 14 ] |